# Rhame
Rhame és una població dels Estats Units a l'estat de Dakota del Nord. Segons el cens del 2000 tenia 189 habitants.

## Demografia
Segons el cens del 2000, Rhame tenia 189 habitants, 86 habitatges, i 47 famílies. La densitat de població era de 48,6 hab./km².
Dels 86 habitatges en un 31,4% hi vivien nens de menys de 18 anys, en un 50% hi vivien parelles casades, en un 4,7% dones solteres, i en un 44,2% no eren unitats familiars. En el 36% dels habitatges hi vivien persones soles el 22,1% de les quals corresponia a persones de 65 anys o més que vivien soles. El nombre mitjà de persones vivint en cada habitatge era de 2,2 i el nombre mitjà de persones que vivien en cada família era de 2,98.
Per edats la població es repartia de la següent manera: un 23,8% tenia menys de 18 anys, un 7,9% entre 18 i 24, un 30,2% entre 25 i 44, un 19% de 45 a 60 i un 19% 65 anys o més.
L'edat mediana era de 40 anys. Per cada 100 dones de 18 o més anys hi havia 105,7 homes.
La renda mediana per habitatge era de 20.375 $ i la renda mediana per família de 31.875 $. Els homes tenien una renda mediana de 22.000 $ mentre que les dones 13.542 $. La renda per capita de la població era d'11.302 $. Entorn del 5,6% de les famílies i el 18,6% de la població estaven per davall del llindar de pobresa.

## Poblacions més properes
El següent diagrama mostra les poblacions més properes.